# NGC 749
NGC 749 je galaksija u zviježđu Kemijska peć.

## Vanjske poveznice
- SEDS: NGC 749